# (5674) Wolff
(5674) Wolff (1986 RW2) – planetoida z grupy pasa głównego asteroid okrążająca Słońce w ciągu 3,62 lat w średniej odległości 2,36 j.a. Odkryta 6 września 1986 roku.